# Drolshagen
Drolshagen – miasto w zachodnich Niemczech, w kraju związkowym Nadrenia Północna-Westfalia, w rejencji Arnsberg, w powiecie Olpe. Według danych na rok 2010 liczy 12 041 mieszkańców.

## Bibliografia

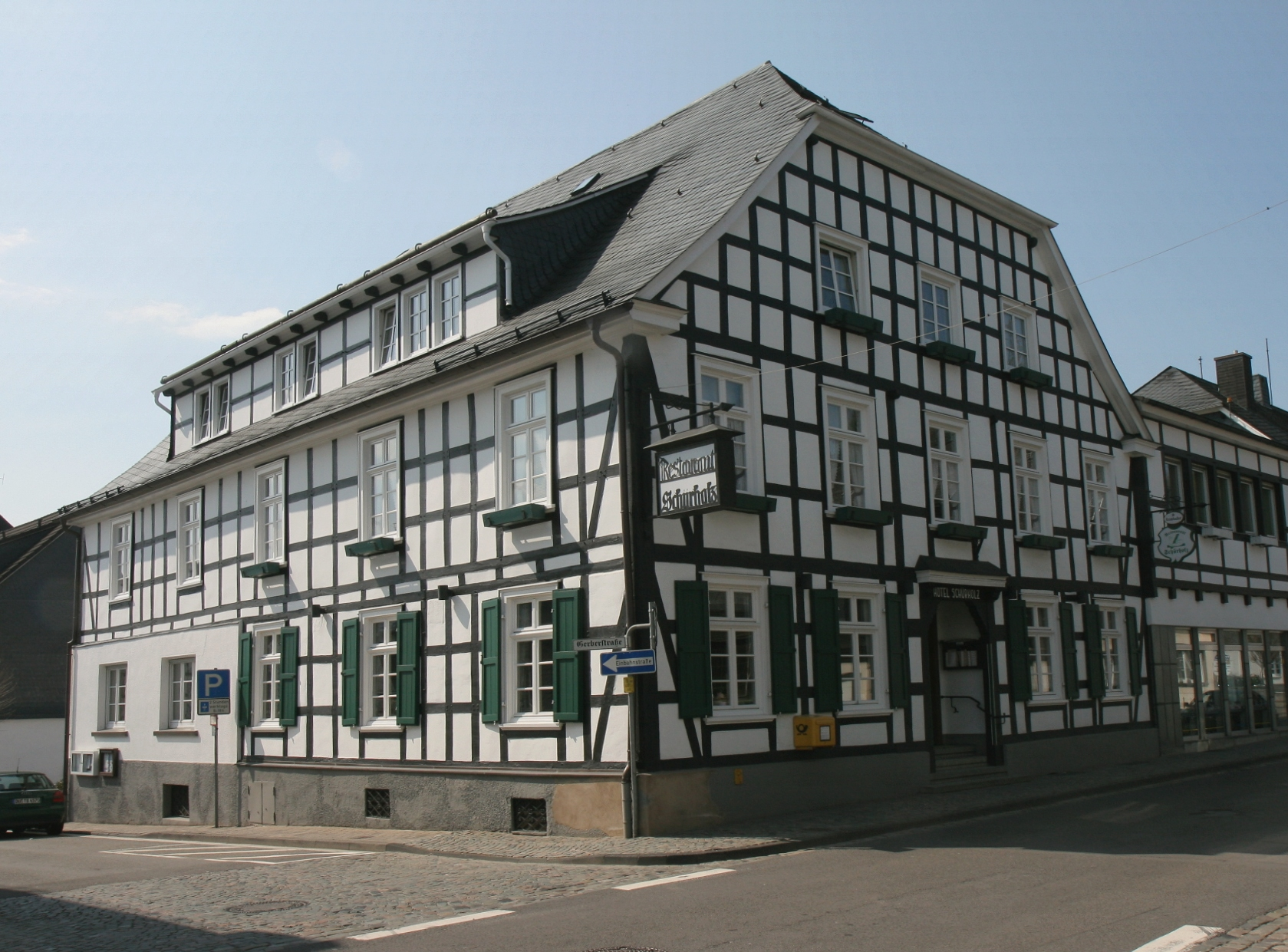
Dom Schürholz

## Współpraca
Miejscowości partnerskie:
- Helmsdorf, Turyngia
- Skarsterlân, Holandia